# Адамчек, Йосип
Йосип Адамчек (хорв. Josip Adamček; 13 марта 1933, Вука — 25 декабря 1995, Загреб) — хорватский историк, член Хорватской академии наук (1980). Наибольшую известность приобрел за счет своих работ, по изучению хорватской истории, особенно-времен позднего феодализма и крестьянских восстаний 15-17-го веков. Вместе с этим является выпускником Загребского университета, по факультету философии.

## Биография
После получения начального образования в Вуке, он поступил в гимназию сначала в Славонска-Пожеге, а затем в Осиеке. С 1954 по 1959 год он учился на историческом и философском факультетах Загребского университета, где с 1961 по 1970 год работал ассистентом. После защиты в 1977 году диссертации на тему «Аграрные отношения в Хорватии с середины XV до конца XVII века», он был назначен доцентом кафедры хорватской истории. Через год он стал президентом Союза исторических обществ Хорватии и заведующим кафедрой хорватской истории Центра исторических наук в Загребе. В марте 1980 года стал членом Хорватской академии наук.